# Tadeusz Adolf Fedorowicz
Tadeusz Adolf Fedorowicz, herbu Oginiec (ur. w 1849, zm. w 1919) – ziemianin, działacz gospodarczy, samorządwiec, prezes Wydziału Powiatowego w Zbarażu, poseł na galicyjski Sejm Krajowy.

## Życiorys
Ukończył studia gimnazjalne w Tarnopolu, a studia prawnicze na Uniwersytecie Wiedeńskim.
Ziemianin, właściciel dóbr Klebanówka, Obodówka, Huszczanka, Łozowa, Szyły w powiecie zbaraskim. Z kurii większej własności członek Rady Powiatu (1878–1884, 1887–1914) oraz członek (1878–1881), wiceprezes (1882–1884) i prezes Wydziału Powiatowego (1891–1898) w Zbarażu. Członek Okręgowej Rady Szkolnej w Tarnopolu (1886–1888) i Zbarażu (1889–1894). Członek Rady Powiatu w Skałacie (1908–1914) z kurii większej własności.
Członek i działacz Galicyjskiego Towarzystwa Gospodarskiego, członek (1880–1900) i przewodniczący (1901–1914) oddziału tarnopolsko-zbarasko-skałacko-trembowlańskiego. Członek Komitetu GTG (18 czerwca 1903 – 20 czerwca 1914). Rzeczoznawca ds. wyceny wielkiej własności ziemskiej Sądu Obwodowego w Tarnopolu przy Sądzie Powiatowym w Nowymsiole (1901–1907).
Poseł na galicyjski Sejm Krajowy VII kadencji (28 grudnia 1895 – 15 marca 1896) wybrany z kurii IV gmin wiejskich w okręgu nr 38 – Zbaraż. Zrezygnował z mandatu, na jego miejsce po wyborach uzupełniających wszedł Dmytro Ostapczuk.

## Rodzina
Urodził się w rodzinie ziemiańskiej, syn Ariana (1818–1856) i Albertyny z Nahlików. Jego wujem był powstaniec listopadowy i poseł na Sejm Ustawodawczy w Kromieryżu Jan Fedorowicz. Miał rodzeństwo: brata  Kazimierza Egona (ur. w 1854) oraz siostry Julię, żonę Feliksa Skrochowskiego i Celinę, żonę Ignacego Skrochowskiego. Ożenił się z Julią z Pankratiewów, córką generała i vice-gubernatora guberni chersońskiej. Mieli dzieci: córkę Olgę Celinę (1874–1901) żonę Władysława Józefa Tyszkiewicza oraz syna Aleksandra Ariana Teofila (1875–1951) ożenionego z Zofią Kraińską, córką Władysława i Marii z Trzecieskich. Jego wnukami był księża Aleksander Fedorowicz i Tadeusz Fedorowicz.